# Micruroides euryxanthus
Genre
Espèce
Synonymes
- Elaps euryxanthus Kennicott, 1860

Statut de conservation UICN

 LC  : Préoccupation mineure
Micruroides euryxanthus, unique représentant du genre Micruroides, est une espèce de serpents de la famille des Elapidae.

## Répartition
Cette espèce se rencontre :
- en Arizona, au Nouveau-Mexique et au Texas aux États-Unis ;
- au Chihuahua, au Sonora et au Sinaloa au Mexique.

## Liste des sous-espèces
Selon The Reptile Database (17 décembre 2013) :
- Micruroides euryxanthus australis Zweifel & Norris, 1955
- Micruroides euryxanthus euryxanthus (Kennicott, 1860)
- Micruroides euryxanthus neglectus Roze, 1967

## Description
C'est un serpent venimeux.

## Publications originales
- Kennicott, 1860 : Descriptions of new species of North American serpents in the museum of the Smithsonian Institution, Washington. Proceedings of the Academy of Natural Sciences of Philadelphia, vol. 12, p. 328-338 (texte intégral).
- Roze, 1967 : A check list of the New World venomous coral snakes (Elapidae), with descriptions of new forms. American Museum Novitates, n. 2287, p. 1-60 (texte intégral)
- Schmidt, 1928 : Notes on American Coral Snakes. Bulletin of the Antivenin Institute of America, vol. 2, no 3, p. 63-64.
- Zweifel & Norris, 1955 : Contributions to the herpetology of Sonora, Mexico:Descriptions of new subspecies of snakes (Micruroides euryxanthus and Lampropeltis getulus) and miscellaneous collecting notes. American Midland Naturalist, vol. 54, p. 230-249.